# Камината (Ђенова)
Камината је насеље у Италији у округу Ђенова, региону Лигурија.
Према процени из 2011. у насељу је живело 95 становника. Насеље се налази на надморској висини од 99 м.